# (9096) Tamotsu
(9096) Tamotsu (1995 XE1) – planetoida z pasa głównego asteroid okrążająca Słońce w ciągu 5,65 lat w średniej odległości 3,17 au. Odkryta 15 grudnia 1995 roku.